# Болдуин-стрит
Болдуин-стрит (англ. Baldwin Street) — улица в городе Данидин в Новой Зеландии.
Улица берёт своё начало у Норд-Роуд (англ. North Rd) и заканчивается пересечением с Бьюкенен-стрит. При 359 метрах длины Болдуин-стрит поднимается почти на 80 метров. При этом на самом крутом отрезке в 161,2 метра она поднимается на 47,22 метра, что создаёт уклон в 19 градусов. Улица занесена в Книгу рекордов Гиннесса как самая крутая улица в мире, однако, некоторые улицы оспаривают этот факт. Так, Кантон-авеню в Питтсбурге и 22-я улица Сан-Франциско на некоторых отрезках имеют уклон до 40 процентов.
С 1988 года ежегодно проводится соревнование Baldwin Street Gutbuster, где участникам требуется сначала пробежать вверх по улице, а потом «скатиться» вниз. Рекорд — 1 минута 56 секунд. А с 2002 года на Болдуин-стрит происходит «соревнование» конфет, которые нумеруют и спускают вниз по улице. Победителями объявляются те, которые первыми попали в специальную воронку.
Также улица имеет популярность среди любителей экстрима. Желающие острых ощущений скатываются вниз не только на мотоциклах, велосипедах и скейтбордах, но и на моноциклах, даже в мусорных ящиках и морозильных ларях. В марте 2001 года был даже зарегистрирован смертельный случай, когда 19-летняя студентка, спускаясь в мусорном контейнере, столкнулась с грузовым автомобилем.